# Pushkuoaivi
Pushkuoaivi är en kulle i Finland.   Den ligger i den ekonomiska regionen Norra Lappland och landskapet Lappland, i den norra delen av landet, 900 km norr om huvudstaden Helsingfors. Toppen på Pushkuoaivi är 332 meter över havet.
Terrängen runt Pushkuoaivi är huvudsakligen platt, men åt nordost är den kuperad.  Trakten runt Pushkuoaivi är nära nog obefolkad, med mindre än två invånare per kvadratkilometer. Det finns inga samhällen i närheten. Omgivningarna runt Pushkuoaivi är i huvudsak ett öppet busklandskap.